# Optativ
Der Optativ ist ein in manchen Sprachen eigenständiger Modus des Verbs, in anderen Sprachen fällt er mit dem Konjunktiv zusammen, während viele Sprachen eine solche Form überhaupt nicht kennen. Der Optativ ist ein irrealer Modus, da er sich auf Ereignisse bezieht, deren Eintritt sich der Sprecher wünscht, die aber nicht notwendigerweise tatsächlich eintreten.
Abhängig von der Sprache wird der Optativ verwendet für:
- Wünsche (kupitiver Optativ)
- (abgeschwächte) Befehle (präskriptiver Optativ)
- Möglichkeiten (potentialer Optativ)

Der Optativ als eigenständige Form kommt unter anderem im Albanischen, Färöischen, Finnischen, Türkischen, Rumänischen und Lettischen vor. Auch im Altgriechischen, im Sanskrit und im Mittelägyptischen gibt es den Optativ.
Im Deutschen wird dieser Modus in der Regel mit Modalverben umschrieben, wobei eine exakte Übersetzung selten möglich ist, da die Modalverben nicht mit dem Optativ gleichzusetzen sind. Auch die Verwendung des Konjunktivs I ist generell möglich („Es werde Licht“), wenn auch nicht unbedingt üblich. Teilweise werden die unterschiedlichen Modi mit zusätzlichen Wörtern markiert oder sind über den Kontext zu ermitteln, ansonsten ist die Übersetzung von der subjektiven Interpretation des Optativs abhängig.

## Der Optativ im Altgriechischen
Normalerweise benutzt man im Altgriechischen den Optativ mit εἴθε (eíthe), einer in Näherung mit „oh, wenn doch“ oder „oh, dass doch“ zu übersetzenden Partikel. Diese Form des Optativs bezieht sich auf Wünsche, z. B. εἴθε βάλλοις (eíthe bállois): „Oh, wenn du doch würfest“ bzw. „Hoffentlich wirfst du“. Eine andere Gebrauchsform ist der Potentialis. Er wird im Hauptsatz mit Optativ und ἄν (án), einer weiteren – in Näherung mit „wohl“ oder „vielleicht“ übersetzbaren – Partikel, im Nebensatz mit εἰ (ei) „wenn“ und Optativ gebildet, z. B. Χαίροιμι ἄν, εἰ πορεύοισθε (Chaíroimi án, ei poreúoisthe): „Ich freue mich wohl, wenn ihr reisen könntet“ bzw. „Ich dürfte mich freuen, wenn ihr reisen könntet“. Zudem wird der Optativ im Altgriechischen in Nebensätzen der indirekten Rede benutzt (optātīvus oblīquus).

## Der Optativ in den germanischen Sprachen
Der alte indogermanische kupitive und potentiale Optativ wurde in allen germanischen Sprachen zum Konjunktiv (gut ersichtlich im Gotischen), während der alte, „echte“ indogermanische voluntative und prospektive Konjunktiv als Modus des Willens und der Erwartung im Germanischen verloren ging bzw. nicht aufgebaut und gebildet wurde. Dessen Funktion wurde überwiegend vom jedenfalls erhalten gebliebenen Optativ Präsens übernommen, der in indogermanischer Zeit zunächst nur Mögliches, Unwirkliches und allgemein Gewünschtes bezeichnet hatte. Diese Entwicklung hat eine Parallele im Lateinischen, dessen (neuer) Konjunktiv auf indogermanischen Optativformen basiert, während dort v. a. in der konsonantischen Konjugation viele alte Konjunktivformen zu Futur-Formen wurden. Dementsprechend wurde im Urgermanischen der Prohibitiv (negativer Wunsch und Verbot) mit der Kombination aus *ne + Verbform im Optativ Präsens gebildet.
Eine germanische Innovation in Form und Funktion war der Optativ des Präteritums, der den Irrealis von Vergangenheit und Gegenwart bezeichnete, wie übereinstimmende Belege im Gotischen, Althochdeutschen, Altenglischen und Altnordischen belegen. Diese Verwendung des (neuen) Optativs Präteritum als Irrealis trat offenbar erst ein, nachdem das (urgermanische) Präteritum als einstiges Perfekt den indogermanischen Aorist verdrängt hatte.
Syntaktisch kann ein Optativ in den germanischen Sprachen als Verb-Erst-Satz realisiert werden.

## Der Optativ im Lateinischen
Im Lateinischen wird beim Optativ sowohl nach Zeitstufe als auch nach Erfüllbarkeit unterschieden. In allen Personen drücken hierbei der Konjunktiv Präsens den erfüllbaren Wunsch der Gegenwart (Bene adveniātis! „Möget ihr gut ankommen!“), der Konjunktiv Perfekt den erfüllbaren Wunsch der Vergangenheit (Bene advēneritis! „Hoffentlich seid ihr gut angekommen!“), der Konjunktiv Imperfekt den unerfüllbaren Wunsch der Gegenwart (Utinam bene advenīrētis! „Wenn ihr doch [nur] gut ankämet!“) und der Konjunktiv Plusquamperfekt den unerfüllbaren Wunsch der Vergangenheit (Utinam bene advēnissētis! „Wäret ihr doch gut angekommen!“) aus. Die Wunschpartikel utinam kann beim erfüllbaren und muss beim unerfüllbaren Wunsch stehen. Das utinam ist bei einem unerfüllbaren Wunsch immer notwendig.

## Der Optativ im Sumerischen
Beispielsweise im Sumerischen wird der Optativ der ersten Person anders gebildet als der der übrigen Personen:
| Person | Bezeichnung         | Beispiel (Sumerisch) | Übersetzung               |
| ------ | ------------------- | -------------------- | ------------------------- |
| 1.     | Kohortativ/Hortativ | ga-na-b-dug          | ich will es ihm/ihr sagen |
| 2./3.  | Prekativ            | ḫe-mu-ù-zu           | du sollst es erfahren     |

Dabei ist für das Sumerische zu beachten, dass das „normale“ Personenzeichen der ersten Person im Kohortativ (wäre ein Suffix -en) meist weggelassen wird, da durch die Verwendung des Kohortativ-Präfixes die erste Person bereits ausgedrückt ist. Im Fall des Prekativs ist die Verwendung der Personenzeichen notwendig, um zweite und dritte Person unterscheiden zu können.

## Der Optativ in Swahili
In Swahili ist der Optativ eine häufige Verbform auch in der Umgangssprache. Die zahlreichen Einsatzmöglichkeiten gehen aus den nachfolgenden Beispielen hervor, deren letztes zwar die Verbform enthält, das aber keine Wunsch- oder Zweck-Bedeutung hat. Man beachte, dass oft durch den Optativ Konjunktionen wie dass oder damit überflüssig sind.
| Beispiel (Swahili)                                  | Übersetzung Wort für Wort                                                              | Übersetzung                                                       |
| --------------------------------------------------- | -------------------------------------------------------------------------------------- | ----------------------------------------------------------------- |
| tuimbe wimbo                                        | wir‑mögen‑singen Lied                                                                  | singen wir ein Lied!                                              |
| mapenzi yako yatimizwe                              | Wille dein er‑möge‑verwirklicht‑werden                                                 | dein Wille geschehe                                               |
| nilimwambia aje                                     | ich‑sagte‑ihm er‑möge‑kommen                                                           | ich sagte ihm, er solle kommen                                    |
| usinisumbue                                         | du‑mögest‑mich‑nicht‑belästigen                                                        | lass mich in Ruhe!                                                |
| imempasa aende                                      | es‑gebührt‑ihm er‑möge‑gehen                                                           | er sollte jetzt gehen                                             |
| najifunza Kiswahili niweze kuzungumza na Watanzania | ich‑lerne Swahili ich‑möge‑können mich‑unterhalten mit Tansaniern                      | ich lerne Swahili, damit ich mich mit Tansaniern unterhalten kann |
| waacheni watoto wadogo waje kwangu, wala msiwazuie  | lasst‑sie Kinder kleine sie‑mögen‑kommen zu‑mir, und‑nicht ihr‑möget‑sie‑nicht‑hindern | lasst die kleinen Kinder zu mir kommen und hindert sie nicht      |
| alimtazama asimtambue                               | er‑sah‑sie‑an er‑möge‑sie‑nicht‑erkennen                                               | er sah sie an, ohne sie zu erkennen                               |

Wie man sieht, enthalten die Verbformen eine Menge Information, nämlich neben der Person des Subjekts auch die des Objekts, das Tempus oder den Modus, eine mögliche Verneinung sowie im zweiten Beispiel ein Passiv. Das geschieht durch Agglutination von Affixen und ist im Abschnitt Verbmorphologie des Artikels über Swahili beschrieben. Die Optative, die man an der Endung -e erkennt, bestehen nur aus einem Subjektpräfix, dem Präfix si- falls verneint, einem optionalen Objektpräfix und dem Verbstamm, dessen Endung -a zu -e abgeändert ist (Verben, die nicht auf -a enden, bleiben unverändert).

## Der Optativ im Türkischen
Im Türkischen hat der Optativ viele semantische Nuancen. Zum Beispiel kann das türkische Wort für „kommen“ (Infinitiv: gelmek), das sich im dort als Dilek-şart kipi bekannten Optativ zu geleyim verändert und zugleich einen einwortigen Satz bildet, je nach Kontext folgendermaßen ins Deutsche übersetzt werden:
- „Ich darf (mal) kommen.“
- „Ich komme (mal).“
- „Ich mag (mal) kommen.“
- „Ich soll (mal) kommen.“

## Optativ in konstruierten Sprachen
J. R. R. Tolkien verlieh seiner Kunstsprache Sindarin einen „Imperativ für alle Personen“, der in der dritten Person eine Optativfunktion ausdrückt. So bedeutet tolo, mellon „komm, Freund!“, wohingegen tolo mellon als „der Freund komme/möge kommen“ zu interpretieren ist.